# Katrin Uhlig

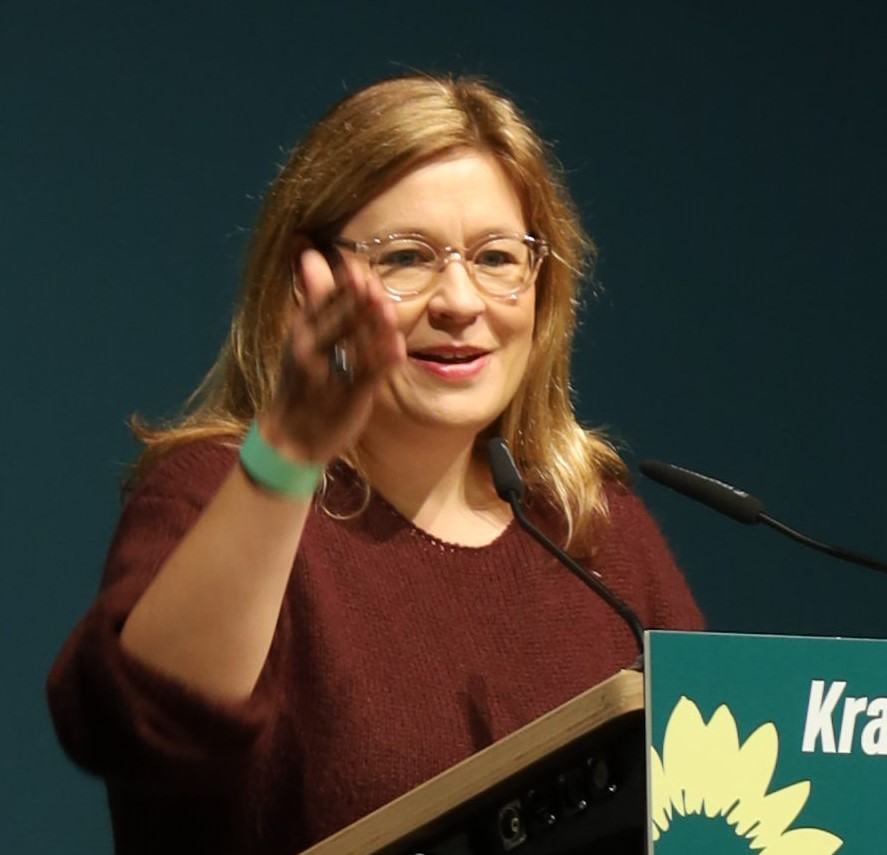
Katrin Uhlig (2024)

Katrin Babette Uhlig (* 5. Juli 1982 in Duisburg) ist eine deutsche Politikerin (Bündnis 90/Die Grünen) und seit dem 26. Oktober 2021 Mitglied des Deutschen Bundestages.

## Leben
Uhlig machte 2002 ihr Abitur, studierte ab 2003 Sprachwissenschaften sowie Wirtschafts- und Kulturraumstudien an den Universitäten Passau, Peking und San Juan und schloss 2008 mit dem Diplom ab. Danach arbeitete sie bei der European Climate Foundation in Den Haag sowie von 2010 bis 2017 als Wissenschaftliche Mitarbeiterin für Energie und Klimaschutz bei der Grünen-Landtagsfraktion Nordrhein-Westfalen. Anschließend war Uhlig Fachgebietsleiterin beim Bundesverband der Energie- und Wasserwirtschaft und ab April 2019 Büroleiterin von Oliver Krischer, dem stellvertretenden Vorsitzenden der Grünen-Bundestagsfraktion.
Katrin Uhlig lebt in Bonn-Kessenich.

## Politik
Von 2015 bis 2018 war Uhlig Beisitzerin im Kreisvorstand Bonn der Grünen, danach bis Frühjahr 2021 Co-Vorsitzende.
Im März 2021 wurde sie als Direktkandidatin ihrer Partei im Wahlkreis Bonn für die Bundestagswahl 2021 nominiert. Diesen gewann sie mit 25,2 % knapp vor Jessica Rosenthal (SPD), die nur 216 Stimmen weniger erhielt. Bei der Bundestagswahl 2025 erhielt sie 24,4 % der Stimmen und verlor das Direktmandat an Hendrik Streeck (CDU). Sie zog über die Landesliste (Listenplatz 7) ihrer Partei in den Bundestag ein.

## Mitgliedschaften
- Kuratorium der Stiftung Haus der Geschichte der Bundesrepublik Deutschland[6]